# Patrice Marquet
Patrice Marquet, né le 23 octobre 1966 à Marseille, est un footballeur français. 
Au poste de milieu de terrain, il dispute notamment 187 matchs de championnat de France. Il est le frère de Jean-Christophe Marquet, autre footballeur professionnel né en 1974.

## Carrière
Venu de l'AS Mazargues, Patrice Marquet arrive au Paris Saint-Germain au début des années 1980. Il y fait ses débuts professionnels comme milieu offensif lors de la saison 1984-1985. En 1988 il s'apprête à s'engager en prêt au Stade lavallois, avant qu'un coup de fil de Francis Borelli ne rende l'affaire impossible. Jouant essentiellement en réserve, il part en janvier 1989 sur un bilan en équipe première de 24 matchs et deux buts toutes compétitions confondues.
Il part six mois en prêt au SC Bastia, en D2, puis signe l'été venu au SC Toulon, en D1. Il y réalise deux saisons et demie pleines, avant de rejoindre les Girondins de Bordeaux (relégués administrativement en D2 la saison précédente) en décembre 1991. Il retrouve l'élite la saison suivante. En 1993, il part au RC Lens mais y fait une année quasi blanche. Il part alors au Havre AC, où il reste une saison, puis à l'AS Cannes. 
En 1996, il repart en D2 pour deux piges, d'abord au FC Gueugnon puis au SC Toulon.

## Palmarès
- [AS Mazargues]
  - Vainqueur de la Coupe de la LIgue Méditerranée cadets (1981)

- Girondins de Bordeaux
  - Championnat de France D2
    - Champion : 1992.